# Vojtěch Brak
Vojtěch Brak (* 12. února 1997) je český profesionální fotbalista, který hraje na pozici obránce za český klub FK Třinec.

## Klubové statistiky
Aktuální k 2. listopadu 2024
| Sezona    | Klub                  | Soutěž         | Zápasy | Góly |
| --------- | --------------------- | -------------- | ------ | ---- |
| 2016/2017 | FC Bohemians 1905–U21 | Juniorská liga | 19     | 1    |
| 2017/2018 | FC Bohemians 1905–U21 | Juniorská liga | 30     | 4    |
| 2018/2019 | FK Ústí nad Labem     | FNL            | 27     | 2    |
| 2019/2020 | FK Ústí nad Labem     | FNL            | 14     | 1    |
| 2020/2021 | FK Ústí nad Labem     | FNL            | 13     | 1    |
| 2021/2022 | FK Ústí nad Labem     | FNL            | 24     | 1    |
| 2022/2023 | FK Třinec             | FNL            | 20     | 0    |
| 2023/2024 | FK Třinec             | MSFL           | 24     | 3    |
| 2024/2025 | FK Třinec             | MSFL           | 14     | 4    |

## Reprezentace
V roce 2014 odehrál Brak dva zápasy za českou reprezentaci na Mistrovství Evropy do 17 let. V roce 2014 odehrál také dvojzápas za reprezentaci do 18 let.